# Jean de Silhon
Jean de Silhon (* um 1594 in Sos; † Februar 1667 in Paris) war ein französischer Staatstheoretiker, Philosoph und Mitglied der Académie française. 

## Leben und Werk
Der Südfranzose Jean de Silhon war Mitarbeiter Richelieus und Mazarins. Er war ein philosophisch und theologisch denkender Kopf, der in seinem Lebenswerk, den drei Bänden über den Staatsminister, die politische Philosophie seiner Zeit niederlegte. Das Buch kann als Gegenstück zu Balzacs Le Prince (Der Fürst) angesehen werden. Er gehörte zu den Gründungsmitgliedern der Académie française (Sitz Nr. 24), die von Richelieu ausgewählt wurden. Sein Werk war in neuester Zeit mehrfach Gegenstand der Forschung, nicht zuletzt weil Pascal ihn rezipierte. Zwei seiner Werke existieren in modernen Auflagen. Sein Werk Le Ministre d’Estat ... wurde per Dekret der römisch-katholischen Glaubenskongregation vom 12. Mai 1639 auf den Index gesetzt.

## Werke

### Erkenntnisphilosophie
- Les deux véritez de Silhon. L’une de Dieu et de sa providence, l’autre de l’immortalité de l’âme. Paris 1626. Mame, Tours 1991.
- De l’immortalité de l’âme. Paris 1634, 1662.

### Politische Philosophie
- Le Ministre d’Estat, avec le véritable usage de la politique moderne. Paris 1631, 1633, 1639, 1641, 1642, 1643, 1655, 1661. Amsterdam 1662, 1664. (Bd. 1)
  - (italienisch) Il Ministro di stato, con il vero uso della Politica moderna. Venedig 1639–1644.
- (Bd. 2) Le parfait ministre d’Estat, traitant du conseil du prince. Soit en guerre, ou en paix. Suivant les maximes de la politique moderne. Paris 1643, 1664.
- (Bde. 1 und 2) Le Ministre d’Estat, avec le véritable usage de la politique moderne. Paris 1665.
- (Bd. 3) (Le Ministre d’Estat. 3e partie). De la Certitude des connaissances humaines, où sont particulièrement expliquez les principes et les fondemens de la morale et de la politique, avec des observations sur la manière de raisonner par l’assemblage de plusieurs moyens. Paris 1661, 1662. Hrsg. Christian Nadeau. Fayard, Paris 2002 (Corpus des oeuvres de philosophie en langue française).
- Éclaircissement de quelques difficultés touchant l’administration du cardinal Mazarin. Paris 1650.